# برن سات
برن سات (ترکی استانبولی: Beren Saat)‌ (زادهٔ ۲۶ فوریهٔ ۱۹۸۴) بازیگر سینما و تلویزیون و مدل اهل ترکیه است.

## زندگی
برن سات در ۲۶ فوریه ۱۹۸۴ در آنکارا زاده شد و در همان شهر بزرگ شد. پدرش حسین آونی سات بازیکن حرفه‌ای و قدیمی فوتبال و مادر او آیلا سات است او یک برادر بنام جم سات دارد. او آموزش ابتدایی و متوسطهٔ خود را در کالج TED آنکارا به اتمام رساند. سپس در دانشگاه باشکنت رشتهٔ اقتصاد و مدیریت بازرگانی خواند. او با حمایت دوستان دانشگاهی خود در مسابقهٔ ستاره‌های ترکیه (به ترکی استانبولی: Türkiyenin Yıldızları) شرکت کرد و نفر دوم شد. او توسط کارگردانی به نام تورمیز گیریتلیوغلو کشف شد و در اولین سریال خود «در عشق ما مرگ هست» بازی کرد.
برن در سال ۲۰۱۲ در سومین فیلم خود با اسرار به نام فصل کرگدن به کارگردانی بهمن قبادی بازی کرد. در این فیلم با مونیکا بلوچی، بهروز وثوقی، آرش لباف همبازی بود و نقش دختر مونیکا بلوچی را بازی می‌کرد. وی در سریال گناه فاطما گل چه بود؟ بهترین بازیگر نقش اول زن را بازی کرده است.

## فیلم‌شناسی
| سینما     |                      |                      |                                               |
| سال       | نام فیلم             | نقش                  | یاداشت                                        |
| --------- | -------------------- | -------------------- | --------------------------------------------- |
| ۲۰۰۹      | درد پاییز            | النا                 |                                               |
| ۲۰۰۹      | بال‌های شب            | گجه                  |                                               |
| ۲۰۱۲      | فصل کرگدن            | بوسه                 |                                               |
| ۲۰۱۳      | دنیای من             | الا باییندیر         |                                               |
| تلویزیون  |                      |                      |                                               |
| سال       | نام سریال            | نقش                  | یاداشت                                        |
| ۲۰۰۴      | در عشق ما مرگ هست    | نرمین                |                                               |
| ۲۰۰۵-۲۰۰۶ | تبعید در عشق         | زیلان                |                                               |
| ۲۰۰۶-۲۰۰۸ | به یاد بیاور عزیزم   | یاسمین               |                                               |
| ۲۰۰۸-۲۰۱۰ | عشق ممنوع            | ثمر                  | بر اساس رمان عشق ممنوع از خالد ضیا            |
| ۲۰۱۰-۲۰۱۲ | گناه فاطماگل چه بود؟ | فاطماگل ایلگاز       | اقتباسی از فیلمی به همین نام محصول ۱۹۸۶ ترکیه |
| ۲۰۱۳-۲۰۱۴ | انتقام               | یامور ازدن/درین چلیک | اقتباسی از سریال آمریکایی انتقام              |
| ۲۰۱۵-۲۰۱۷ | سدهٔ باشکوه: کوسم     | ماه‌پیکر سلطان        | بر اساس تاریخ زندگی ماه‌پیکر سلطان             |
| ۲۰۱۹-۲۰۲۰ | موهبت                | عطیه                 | بر اساس رمان بیداری جهان از شنگول بویباش      |

## جوایز
| سال  | جایزه                                     | دسته‌بندی                            | عنوان                 | نتیجه    |
| ---- | ----------------------------------------- | ----------------------------------- | --------------------- | -------- |
| ۲۰۰۸ | Golden Tulip Fine Arts Award              | بهترین بازیگر زن                    | به یاد بیاور عزیزم    | برنده    |
| ۲۰۰۹ | جوایز پروانهٔ طلایی                        | بهترین بازیگر زن                    | عشق ممنوع             | برنده    |
| ۲۰۰۹ | دبیرستان کاباتش                           | بهترین بازیگر زن                    | درد پائیز             | برنده    |
| ۲۰۰۹ | دانشکده فنی یلدیز                         | بهترین بازیگر زن                    | عشق ممنوع             | برنده    |
| ۲۰۰۹ | دانشگاه بیکنت                             | بهترین بازیگر زن                    | عشق ممنوع             | برنده    |
| ۲۰۱۰ | Cinema is Here Festival                   | بازیگر زن جوان                      | بال‌های شب             | برنده    |
| ۲۰۱۰ | Elle Style Awards                         | استایل و بازیگری                    |                       | برنده    |
| ۲۰۱۰ | جوایز پروانهٔ طلایی                        | بهترین بازیگر زن                    | عشق ممنوع             | برنده    |
| ۲۰۱۰ | AyaklıGazete.com Awards                   | بهترین بازیگر زن برای سریال‌های درام | عشق ممنوع             | برنده    |
| ۲۰۱۰ | Turkey Talk Magazine                      | بهترین بازیگر زن                    | عشق ممنوع             | برنده    |
| ۲۰۱۰ | دانشگاه کادیر هاس                         | بهترین بازیگر زن                    | عشق ممنوع             | برنده    |
| ۲۰۱۰ | دانشگاه گالاتاسرای                        | بهترین بازیگر زن                    | عشق ممنوع             | برنده    |
| ۲۰۱۰ | دانشگاه مارمارا                           | بهترین بازیگر زن                    | عشق ممنوع             | برنده    |
| ۲۰۱۰ | جایزه تلویزیونی اسماعیل جم                | بهترین بازیگر زن درام               | عشق ممنوع             | نامزدشده |
| ۲۰۱۱ | دانشکده فنی یلدیز                         | بهترین بازیگر زن                    | گناه فاطما گل چه بود؟ | برنده    |
| ۲۰۱۱ | دانشگاه دوئوش                             | بهترین بازیگر زن                    | گناه فاطما گل چه بود؟ | برنده    |
| ۲۰۱۱ | Association of Advertising Agencies       | بهترین بازیگر زن                    | گناه فاطما گل چه بود؟ | برنده    |
| ۲۰۱۱ | 2nd Quality Magazine Awards               | بهترین بازیگر زن                    | گناه فاطما گل چه بود؟ | برنده    |
| ۲۰۱۱ | Esenler Municipality                      | بهترین بازیگر زن                    | گناه فاطما گل چه بود؟ | برنده    |
| ۲۰۱۱ | دانشگاه دوملوپینار                        | بهترین بازیگر زن                    | گناه فاطما گل چه بود؟ | برنده    |
| ۲۰۱۱ | جوایز تلویزیون آنکارا                     | بهترین بازیگر زن درام               | گناه فاطما گل چه بود؟ | نامزدشده |
| ۲۰۱۲ | ۷ امین دوره جایزه بین‌المللی سئول          | بهترین بازیگر زن                    | گناه فاطما گل چه بود؟ | نامزدشده |
| ۲۰۱۲ | دانشگاه کادیر هاس                         | بهترین بازیگر زن                    | گناه فاطما گل چه بود؟ | برنده    |
| ۲۰۱۲ | AyaklıGazete.com Awards                   | بهترین بازیگر زن                    | گناه فاطما گل چه بود؟ | برنده    |
| ۲۰۱۲ | دبیرستان هادارپشا                         | Top Actress                         | گناه فاطما گل چه بود؟ | برنده    |
| ۲۰۱۲ | 11. ROTABEST Awards                       | بهترین بازیگر زن                    | گناه فاطما گل چه بود؟ | برنده    |
| ۲۰۱۲ | ۲۵ امین دوره جایزه بین‌المللی کانسمر سومیت | بهترین بازیگر زن                    | گناه فاطما گل چه بود؟ | برنده    |
| ۲۰۱۲ | هنرستان شیشلی                             | بهترین بازیگر زن                    | گناه فاطما گل چه بود؟ | برنده    |
| ۲۰۱۳ | TUROB                                     | جایزهٔ تشکر                          | عشق ممنوع             | برنده    |
| ۲۰۱۳ | دانشگاه بیلکنت                            | بهترین بازیگر زن                    | گناه فاطما گل چه بود؟ | برنده    |
| ۲۰۱۳ | جایزه کیو. جی ترکیه                       | زن سال                              |                       | برنده    |
| ۲۰۱۴ | مجله هنری ملیت                            | بهترین بازیگر زن                    | دنیای من              | برنده    |
| ۲۰۱۴ | دانشکده فنی یلدیز                         | بهترین بازیگر زن سینما              | دنیای من              | برنده    |
| ۲۰۱۴ | دانشگاه فنی استانبول                      | موفق‌ترین بازیگر زن                  | دنیای من              | برنده    |